# Michel de Brunhoff
Pour les articles homonymes, voir Brunhoff.
Pierre Claude Michel de Brunhoff est une personnalité française du XXe siècle, né le 6 février 1892 à Paris et mort le 14 mai 1958 à Paris. Homme de presse et de mode, il est notamment rédacteur en chef de l'édition française de Vogue de 1929 à 1954.

## Préambule: filiation
Michel de Brunhoff est le fils de Maurice de Brunhoff (fils de Moritz von Haber) et de Marguerite Meyer-Warnod, frère de Jacques et de Jean de Brunhoff, créateur de Babar, et donc l'oncle de Thierry et Laurent de Brunhoff. Il est également le frère d'Yvonne Cosette de Brunhoff, mariée à Lucien Vogel fils de Hermann Vogel, qui deviendra la première rédactrice en chef du Vogue français à la création du magazine en 1920 et qui auront pour fille Marie-Claude Vaillant-Couturier. À la Libération, les filles de Michel de Brunhoff, Marion (épouse de Marc Ullmann) et Ida (épouse de Louis Sorrel-Déjerine), travailleront également pour Vogue comme leur père, ou leur tante auparavant.

## Biographie
Michel de Brunhoff devient secrétaire de rédaction de la revue Art & Décoration publiée par Émile Lévy, puis fonde avec ce dernier et Lucien Vogel la Gazette du Bon Ton. Il se marie en 1923 à Marcelle Le Roy, leur fils naît peu après. Il entre au journal Le Jardin des Modes, fondé par son beau-frère Lucien avec la famille Baschet, revendu pour devenir la propriété de Condé Nast dans les années suivantes ; il en devient rédacteur en chef, puis quitte celui-ci en 1933.
Entre-temps, Lucien Vogel et Michel de Brunhoff publient aux Éditions du Jardin des Modes le premier Babar de Jean de Brunhoff. Les publications de Babar dureront quatre ans, avant d'être cédées à Hachette. Quatre ans avant son départ du Jardin des Modes, il prend également le poste de rédacteur en chef du Vogue français. Il travaille alors dans les années à venir avec l'illustrateur René Bouché, ou les photographes Cecil Beaton, Erwin Blumenfeld à qui il proposera du travail, ou Robert Doisneau bien plus tard, et sait s’entourer des plus grands artistes et écrivains de l'époque.
Au début de l'Occupation, il cesse, en accord avec Condé Nast, la publication du Vogue français au premier semestre 1940, malgré le souhait des Allemands,. « Il n'y a pas de façon honorable de publier un magazine sous les Allemands ; il n'y avait rien sans compromission ou collaboration. […] Finalement, j'ai trouvé une façon de publier des albums de mode sans dire s'il vous plaît aux Allemands ». Durant la guerre, il continuera l'édition ainsi que son soutien à la haute couture. Après la mort de son frère Jean, il pousse Laurent de Brunhoff son neveu à continuer la série Babar.
En juin 1944, il perd son fils Pascal, fusillé par les agents de la Gestapo. Son ami le journaliste Jean Galtier-Boissière dans "Mon journal pendant l'Occupation" (Editions La Jeune Parque décembre 1944) en fait le récit sous l'intitulé "Massacre des Innocents" : "Je viens de visiter avec Claude Blanchard nos pauvres amis de Brunhoff. Leur fils Pascal a été assassiné par les Allemands.  Affilié à la Résistance, il était parti pour la Sologne ...Les jeunes Parisiens - une trentaine - se trouvaient à peine rassemblés dans deux fermes qu'ils sont soudain cernés par les boches.  Ce sont des enfants, Pascal, le plus âgé, a vingt ans. Ils n'ont pas d'armes, leurs papiers sont en règle.  Les Allemands s'emparent de leurs papiers d'identité, qu'ils brûlent, de leur argent qu'ils empochent. Et ils abattent ces enfants désarmés à coups de mitraillettes dans la nuque.  Au maire du village accouru, l'officier déclare : " vous les jetterez tous dans le même trou. J'interdis de creuser des tombes individuelles".   Les meurtriers partis, les villageois creusent une tombe pour chaque petit garçon et ces tombes sont fleuries chaque jour".  Quelques pages plus loin, en date du 12 juillet, Galtier-Boissière note : "Service funèbre à la mémoire de Pascal de Brunhoff à Sainte-Clotilde. Une foule compacte et recueillie. Après l'absoute, un jeune prêtre s'avance devant l'autel et prononce l'éloge du jeune patriote assassiné, avec une audace qui stupéfie les assistants". (On est en juillet 1944, la libération de Paris n'aura lieu que plus de 40 jours plus tard, l'occupant est partout, et les rafles et exécutions continuent).
Dès la Libération, il publie un numéro spécial du Vogue français intitulé Vogue Libération qu'il souhaite « digne du passé de notre magazine », précise-t-il, et qui voit l'apparition d'un nouvel illustrateur, René Gruau. Michel de Brunhoff n'aura fait publier que quatre numéros après guerre et la parution de Vogue ne reprendra régulièrement qu'à partir de 1947 ; il assiste d'ailleurs en février de cette année-là au premier défilé de Christian Dior. Michel de Brunhoff le « mondain » est alors partout dans le Paris artistique : bals, avant-premières, vernissages, théâtre, défilés de haute couture, ballets…
Au début des années 1950, Charles Mathieu-Saint-Laurent organise depuis Oran une rencontre entre son fils Yves et Michel de Brunhoff : il entretient une correspondance et invite le jeune artiste à dessiner dans les bureaux Vogue. Frappé par la ressemblance qu'il percevait entre les créations d'Yves Saint-Laurent et celles de Christian Dior, Brunhoff décide de présenter le tout jeune dessinateur, avec lequel il est en contact quotidien,, au grand couturier alors en pleine gloire mondiale.
Il reste durant vingt-cinq ans comme rédacteur en chef du Vogue français pour finalement être remplacé à ce poste par Edmonde Charles-Roux en 1954. Il meurt quatre ans plus tard à Paris.
En 2016, une partie de sa collection d'objets d'art est vendue aux enchères.